# أسعد الزهراني
أسعد الزهراني (26 ديسمبر 1975 -)، ممثل سعودي.

## من أعماله[4]

### من المسلسلات
- 1993: تلفون حسون.
- 1994: الغربال.
- 2006: أبو شلاخ البرمائي.
- 2007: طاش ما طاش 15.
- 2007: بيني وبينك.
- 2008: فيلم صباح الليل.
- 2008: جاري يا حموده.
- 2008: بيني وبينك 2.
- 2009: كوميدو.
- 2009: طاش ما طاش 16.
- 2009: أم الحالة.
- 2011: هند ستاني 2.
- 2011: فينك 2.
- 2011: أنا آسف.
- 2011: أم الحالة 2.
- 2012: واي فاي.
- 2013: واي فاي 2.
- 2014: واي فاي 3.
- 2014: فيلم قصير أرض العرب.
- 2015: سيلفي.
- 2015: سوبر محصل.
- 2016: واي فاي 4.
- 2016: شد بلد.
- 2016: سيلفي 2.
- 2017: سيلفي 3.
- 2018: عوض أبا عن جد.
- 2019: هايبر لوب.
- 2019: مسرح السعودية.
- 2021: باركود 21.[5]
- 2022: سكر سادة.[6]
- 2025: واي فاي 5.

### المسرحيات
- 2009: مسرحية كاش ما كاش.
- 2014: مسرحية ما يصح إلا الصحيح.
- الفندق مع فرقة مسرح السعودية مع الفنان أشرف عبد الباقي.

## الجوائز
| السنة | الجائزة                               | الفئة     | النتيجة | مراجع       |
| ----- | ------------------------------------- | --------- | ------- | ----------- |
| 2019  | جائزة اختيار أطفال نكلوديون - أبو ظبي | أفضل ممثل | فوز     | [ 7 ] [ 8 ] |

## روابط خارجية
- أسعد الزهراني على موقع قاعدة بيانات الأفلام العربية

### الأفلام
- صباح الليل.

### تقديم البرامج
- رايح جاي (القناة السعودية الأولى).